# 台湾セメント
台湾セメント株式会社（たいわんセメントかぶしきかいしゃ 繁体字：臺灣水泥股份有限公司 英語：Taiwan Cement Corporation 商号：台灣水泥 略称：台泥、TCC）は、1946年5月に設立された台湾のセメント会社。元々は日本統治時代に設立された浅野セメント高雄工場が起源となり、設立当初は公営企業であった。1954年11月、台湾5大家のひとつ鹿港辜家が事業を引き継ぎ民営化され、商号も「臺灣」から「台灣」に変更された。また「T'cement」の英略称でも知られていた。

## 概要
1962年に台湾では初となる上場を果たした企業であり、ティッカーシンボルは「1101」であった。主な事業はセメントの他、紙袋など包装材の製造と販売となり、セメントは品牌水泥（ブランドセメント）の名で販売が行われている。 台湾セメントグループは、香港セメント、万慶セメントなどを子会社に持つほか、東城採石場、和平発電所、台湾通運倉庫、和平海運、新昌化学、TCC化学、TCC Int'l Ltd.など各種産業に多角化し、120社以上を子会社に持つ。

## 歴史
高雄市近郊に建設された浅野セメント高雄工場は、第二次世界大戦後の1946年4月、台湾の政府機関である行政院資源委員会と台湾省行政長官公署の合弁によるセメント監督委員会が工場の経営を引き継いでおり、同年5月に台湾セメント株式会社（TCC）が設立され、元四川セメント株式会社の徐宗苞が総経理に就任した。連合国救済復興機関とアメリカの援助、カナダの融資を受け、情報委員会と台湾省政府の共同管理のもと生産設備の復旧が行われた。 1954年11月11日に中華民国総統府広場前のスタジアムで第1回総会が開かれている。孫文が提唱したスローガン、耕者有其田（耕す者は土地を持つ）に倣い開始された平均地権政策の下、中華民国政府は保有していたTCCの株式を放出し、国有企業から民営化への転換が行われた。
TCCの初代株主には、鹿港の辜家（ルーガンクー）、板橋の林家、高雄の陳家、新光集団の呉家、国産集団の林家、嘉興セメントの張家、永豊宇の何家、霖園集団の蔡家であった。初代董事長には板橋一族の林伯壽が、副董事長は高雄陳一族の陳凱清が就任した。 ルーガンクー家は、元々TCC時代に副所長として就任しており、その後、政財界との良好な関係からTCCの会長に就任した。
TCCの民営化後、戦後の大規模なインフラ整備や、1970年代以降の台湾の経済成長に伴う台湾十大建設プロジェクト等の要因からセメント不足に陥ったことでTCCの事業は盛況となった。また、この経済成長期に生コン、倉庫、建設、不動産事業に加え、石油化学、ゴム産業にも進出している。

## 歴代董事長
| 任次 | 董事長 | 任期            | 注記                                |
| ---- | ------ | --------------- | ----------------------------------- |
| 1    | 林伯壽 | 1954年 - 1973年 | 萬海航運共同創業者。                |
| 2    | 辜振甫 | 1973年 - 2003年 |                                     |
| 3    | 辜成允 | 2003年 - 2017年 | 2017年1月23日の転落事故により他界。 |
| 4    | 張安平 | 2017年 -        | 辜成允の妹婿。                      |

## その他

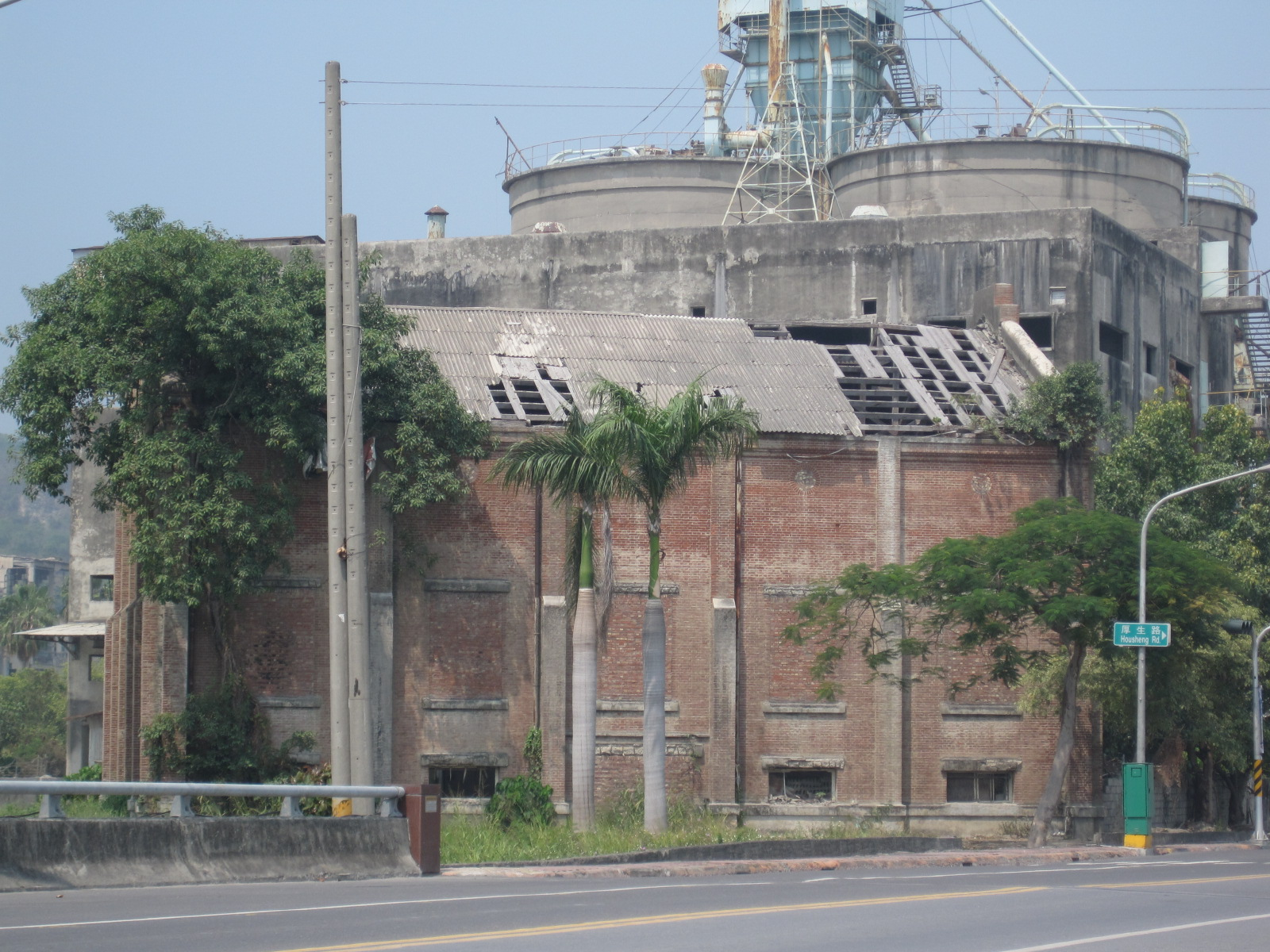
赤レンガで建造された台湾セメント高雄工場倉庫

浅野セメント高雄工場として建造された台湾セメント高雄工場は、採掘権の期限切れにより1992年11月27日に操業を停止した。その後、保存運動が開始されたことで、2019年に旧浅野セメント台湾工場赤レンガ倉庫と旧浅野セメント台湾工場石灰窯と共に高雄市の歴史的文化遺産として登録された。